# MP-2001
MP-2001（也称为2,3,4-三甲氧基雌甾-1,3,5(10)-三烯-17β-醇，或2,4-二甲氧基雌二醇-3-甲醚，2,4-dimethoxyestradiol 3-methyl ether）是一种1966年开发的雌二醇衍生甾体，没有雌激素活性，但对动物有镇痛效应，从未上市。